# 伍振鷟
伍振鷟（？—），国立台湾师范大学名誉教授。曾获台湾教育部72年教育学术奖。

## 生平
历任台湾师大教育研究所所长、实习指导委员会主任委员等职。為文化大學開辦教育學程中心，創設教育學系，成立教育學院，並擔任主任及院長。主要研究领域为中国教育史、教育哲学、英国教育等。

## 著作
出版有《教育哲学》《中國大學教育發展史》等学术著作。